# 凹翅紫灰蝶
凹翅紫灰蝶（學名：Mahathala ameria），又名貴灰蝶、瑪灰蝶、凹翅紫小灰蝶、圓翅紫燕小灰蝶、凹翅紫燕小灰蝶。是一種灰蝶科（Lycaenidae）的蝴蝶，分布於東南亞地區。

## 描述
本種為中型灰蝶，無明顯雌雄差異。全身背側為褐色，腹側為淺褐或灰褐色。頭部具明顯眼錐狀毛束，觸角褐色間有白環，下唇鬚前伸末端下彎。足與胸腹部均為褐色，前足跗節雄蝶癒合、雌蝶正常。
前翅寬大，翅頂略突出，外緣略凸；後翅圓且前緣內凹如鐮形，臀區具圓弧葉狀突，CuA2脈末端有指狀尾突。翅正面底色黑褐，具藍紫色斑塊，雄蝶紫斑多集中於前翅範圍較廣；翅腹面底色淺褐或褐色，後翅基部色較深，具中央斑帶與淡色斑點列，前翅斑帶帶白邊並略向內彎，後翅斑帶呈圓弧橫帶。前翅中室具三條白邊斑紋，後翅基部有雲狀紋。外緣具模糊條紋列，緣毛褐色。

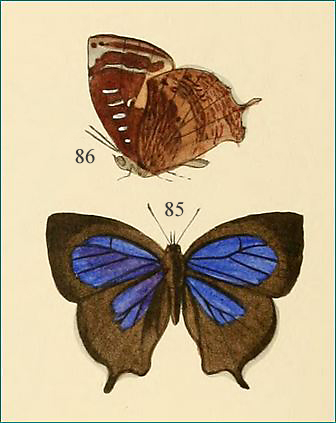
Mahathala america, 雌蝶，北印度

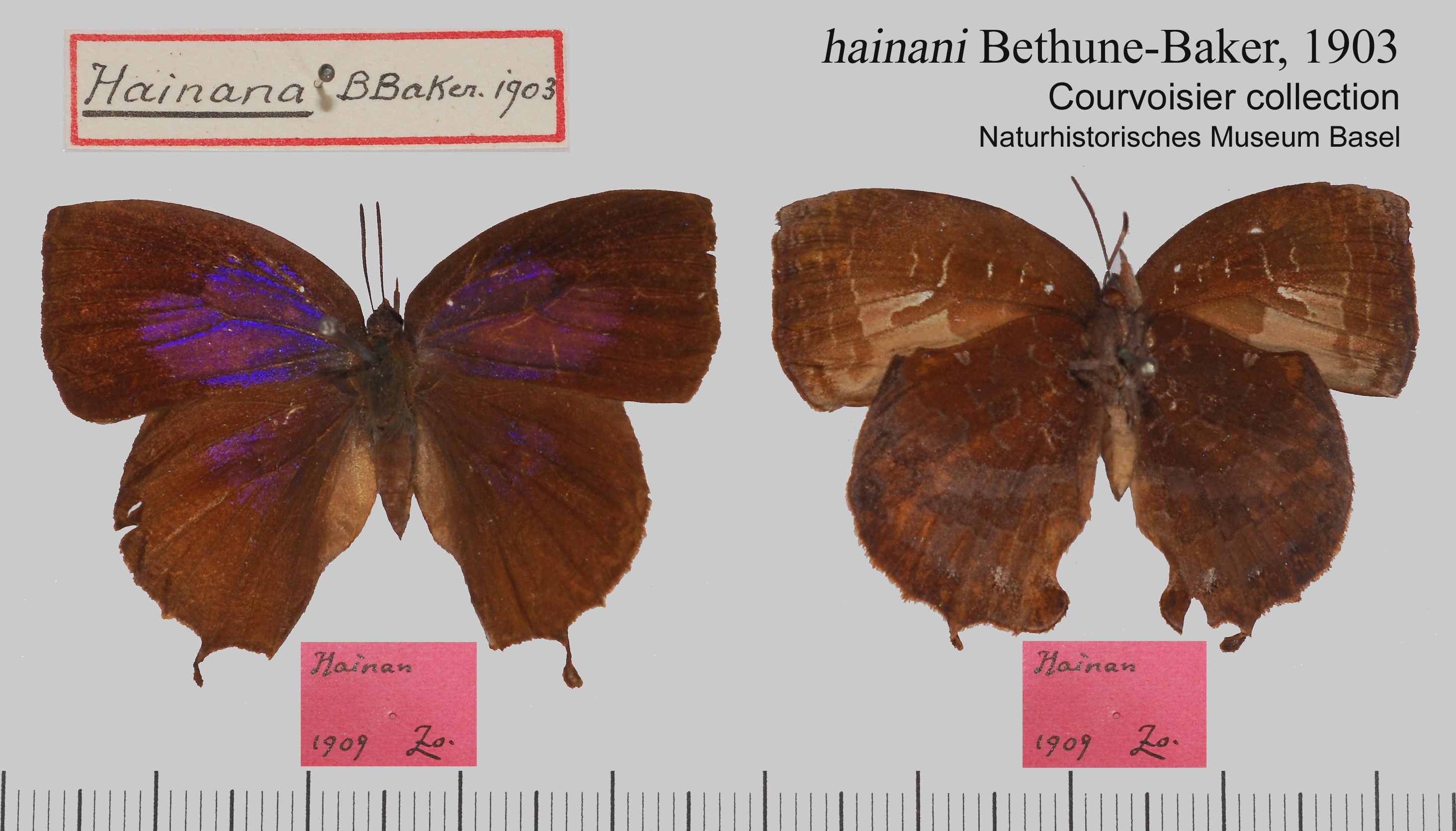
Mahathala america hainani 雌蝶，巴塞爾

## 分布範圍
此蝶分布於印度，從孟加拉至阿薩姆、卡西丘陵以及印度東北其他地區，延伸至緬甸南部、泰國、寮國與爪哇。也見於中國西部與南部、海南及台灣。
臺灣分布於本島低地至中海拔山區。

## 棲地
棲息於常綠闊葉林與海岸林，一年多代。成蝶飛行敏捷，幼蟲以大戟科的扛香藤新芽與幼葉為食。

## 亞種
- M. a. ameria：分布於中國西部、孟加拉、阿薩姆與緬甸。
- M. a. zistra Fruhstorfer, 1908：分布於泰國。
- M. a. javana Fruhstorfer, 1908：分布於爪哇。
- M. a. hainani Bethune-Baker, 1903：分布於中南半島、中國南部、海南與台灣。

## 現況
本種為稀有物種。